# Wolfgang Bachmann (Schauspieler)
Wolfgang Bachmann (* 1924; † Dezember 2003 in Chemnitz) war ein deutscher Schauspieler und Regisseur.

## Leben
Nach Engagements am Staatsschauspiel Dresden, am Berliner Maxim-Gorki-Theater und in Greifswald kam Wolfgang Bachmann 1980 nach Chemnitz.
2003 probte Wolfgang Bachmann für die Chemnitzer Uraufführung des visuellen Hörstücks Das Ramayana-Epos. Es war die deutschlandweit erste komplette Bearbeitung der mehr als 2000 Jahre alten indischen Verse.
Er wurde Mitte Dezember 2003 abends in Chemnitz von einem Auto überfahren und starb wenig später an seinen Verletzungen.

## Filmografie
- 1955: Der Ochse von Kulm
- 1956: Der Richter von Zalamea
- 1977: Ein irrer Duft von frischem Heu
- 1980: Archiv des Todes

## Theater (Regie)
- 1960: Nâzım Hikmet: Ein komischer Mensch (Landesbühnen Sachsen Radebeul)
- 1960: Slatan Dudow/Michael Tschesno-Hell: Der Hauptmann von Köln (Landesbühnen Sachsen Radebeul)
- 1961: Gotthold Ephraim Lessing: Minna von Barnhelm (Staatstheater Dresden)
- 1965: Saul O’Hara: Inspektor Campbells letzter Fall (Staatstheater Dresden)
- 1967: Nikolai Pogodin: Das Glockenspiel des Kreml (Mecklenburgisches Staatstheater Schwerin)